# Sauropodomorpha
sauropodomorphes
Sous-ordre
Les Sauropodomorpha (sauropodomorphes en français) forment un sous-ordre fossile de dinosaures saurischiens qui inclut le grand et célèbre clade des sauropodes (souvent de grands quadrupèdes) et des formes proches plus primitives (souvent de plus petits bipèdes), soit rattachées directement aux sauropodomorphes, soit regroupées dans des clades comme celui des Plateosauria.
Sauropodomorpha signifie « formes à pieds de lézard ». On y trouve des herbivores bipèdes ou quadrupèdes, ayant comme caractéristiques communes d'avoir une petite tête, un long cou et une très longue queue. Ils vivaient probablement en troupeaux. Leur période d'expansion s'étend du début du Trias supérieur, il y a environ 230 Ma (millions d'années) jusqu'à leur disparition lors de l'extinction de la fin du Crétacé il y a 66 Ma (millions d'années).

## Description
Les sauropodomorphes sont caractérisés par un certain nombre de synapomorphies :
- la présence de larges narines ;
- la partie distale (inférieure) du tibia est couverte par une extension de l'astragale ;
- leurs pattes arrière sont relativement courtes comparées à la longueur de leur torses ;
- les dents sont fines et ressemblent à des spatules, avec des couronnes dentelées ;
- la présence d'au moins 10 vertèbres cervicales généralement allongées ;
- la présence d'au moins 25 vertèbres pré-sacrées (lombaires) ;
- la présence d'au moins 3 vertèbres sacrées ;
- une main avec un grand doigt I (premier doigt).

## Liste des taxons

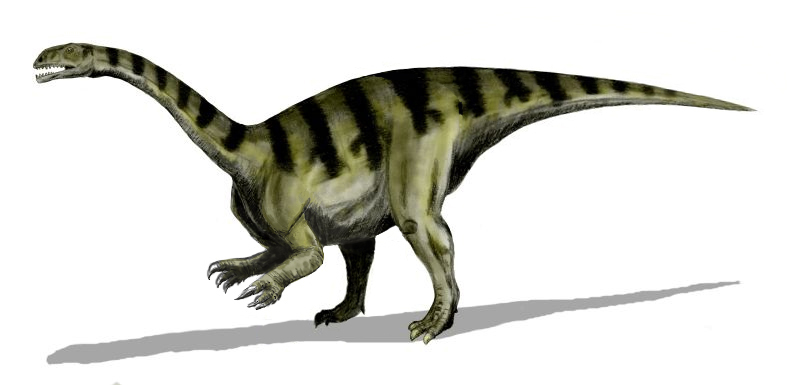
Dessin de Plateosaurus, sauropodomorphe de la famille des Plateosauridae.

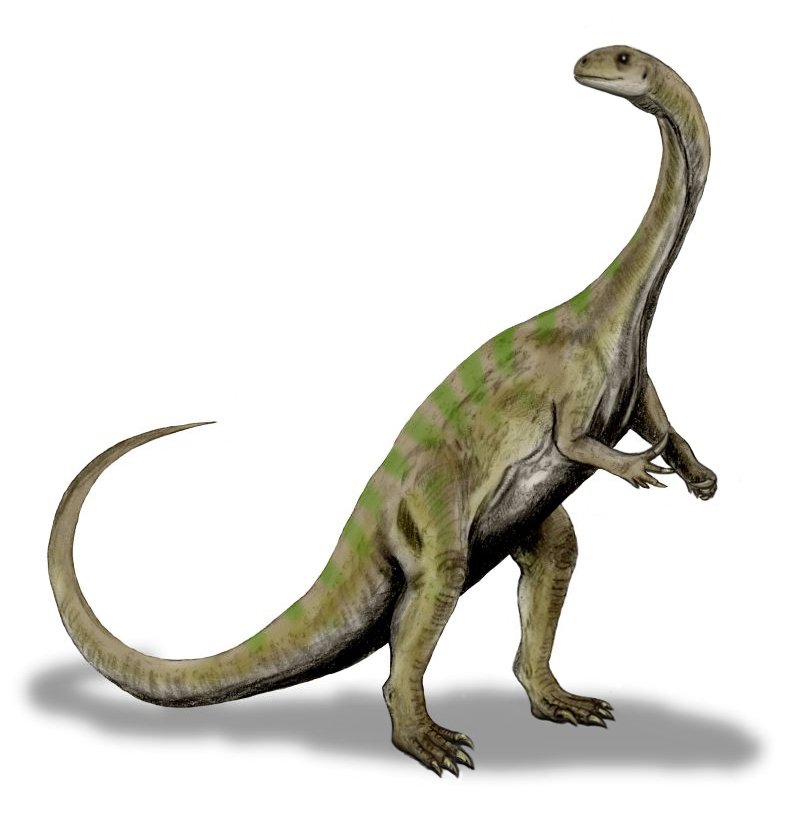
Dessin de Massospondylus, sauropodomorphe de la famille des Massospondylidae.

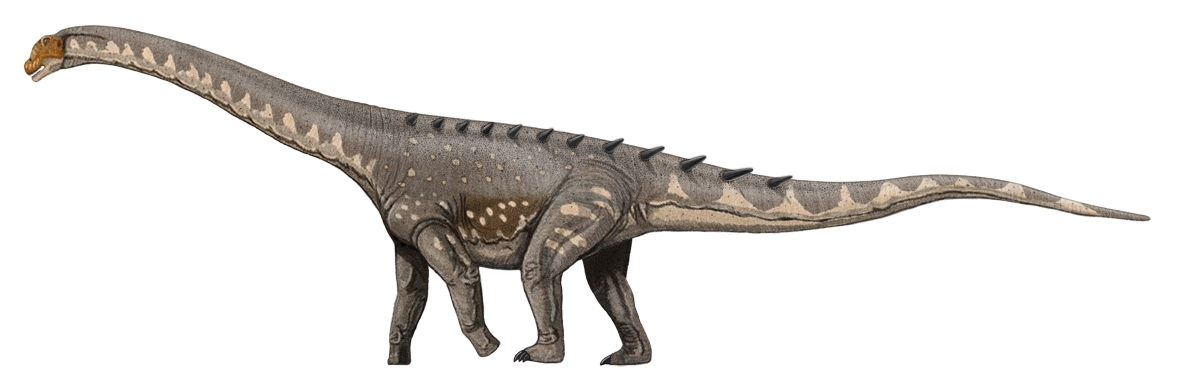
Dessin d'un sauropodomorphe du clade des sauropodes : Ampelosaurus.

### Genresbasaux
Selon les classifications un certain nombre de genres basaux sont directement rattachés au sous-ordre des sauropodomorphes :
- † Efraasia
- † Nambalia
- † Pantydraco
- † Plateosauravus
- † Thecodontosaurus
- † ? Arcusaurus
- † ? Asylosaurus
- † ? Buriolestes
- † ? Nyasasaurus
- † ? Pampadromaeus

### Clades
Les Plateosauria représente le principal clade des sauropodomorphes, incluant différents autres clades jusqu'aux sauropodes.
Le clade des Saturnaliinae est distingué, en intégrant les genres :
- † Saturnalia
- † Chromogisaurus

Le clade des Guaibasauridae est parfois inclus dans les sauropodomorphes ou rattaché aux théropodes.

## Classification
Dans la classification classique (ou linnéenne), les sauropodomorphes comprenaient deux infra-ordres :
- les prosauropodes comme Plateosaurus ;
- les sauropodes comme Diplodocus, Brachiosaurus.

Plusieurs analyses phylogénétiques en 2011 ont montré que le groupe des prosauropodes, qui rassemblait les sauropodes primitifs, est un ensemble paraphylétique car il n'englobe pas tous les descendants des sauropodomorphes, en particulier, les sauropodes,,.

### Cladogrammes
Le cladogramme suivant des saurischiens, établi par Alejandro Otero et ses collègues en 2015, montre à la fois la position des sauropodomorphes parmi les saurischiens, ainsi que les taxons qu'il regroupe jusqu'aux sauropodes :
- Saurischia
  - Herrerasauridae
    - Herrerasaurus
    - Staurikosaurus

  - 
    - Eoraptor
    - Eusaurischia
      - Agnosphitys
      - Theropoda
        - Guaibasaurus
        - 
          - Chindesaurus
          - Neotheropoda

      - Sauropodomorpha
        - Saturnaliinae
          - Saturnalia
          - Chromogisaurus

        - 
          - Pantydraco
          - 
            - Thecodontosaurus
            - 
              - Efraasia
              - 
                - Plateosauravus
                - Plateosauria
                  - Ruehleia
                  - Plateosauridae
                    - Unaysaurus
                    - Plateosaurus

                  - Massopoda
                    - Riojasauridae
                      - Eucnemesaurus
                      - Riojasaurus

                    - 
                      - Jingshanosaurus
                      - 
                        - Yunnanosaurus
                        - 
                          - Seitaad
                          - Anchisauria
                            - Anchisaurus
                            - Sauropodiformes
                              - Mussaurus
                              - 
                                - Aardonyx
                                - Leonerasaurus
                                - Sefapanosaurus
                                - 
                                  - Melanorosaurus
                                  - Sauropoda

Le cladogramme des sauropodomorphes, établi par Fernando Novas et ses collègues auparavant en 2011 montre quelques différences, en particulier sur la position des Guaibasauridae :
- Sauropodomorpha
  - Guaibasauridae
    - Fossile ISI R277 (non nommé)
    - Panphagia
    - 
      - Guaibasaurus
      - Saturnaliinae
        - Chromogisaurus
        - Saturnalia

  - 
    - Pantydraco
    - 
      - Thecodontosaurus
      - 
        - Nambalia
        - 
          - Efraasia
          - 
            - Plateosauravus
            - 
              - Ruehleia
              - Plateosauria
                - Plateosauridae
                - Massopoda
                  - Riojasauridae
                  - 
                    - Anchisauria
                    - Massospondylidae